# دوغانيلية جذرية
دوغانيلية جذرية (الاسم العلمي: Duganella radicis) هي نوع من البكتيريا، سلبية الغرام، تتبع جنس الدوغانيلية.